# جائزة الحوار الوطني
جائزة الحوار الوطني جائزة سعودية سنوية أطلقها مركز الملك عبدالعزيز للتواصل الحضاري في 8 أبريل 2021 (26 شعبان 1442هـ)، وتمنح في أربعة فروع، وتهدف لتشجيع الإنجازات الوطنية المقدمة من المؤسسات الحكومية أو القطاع الخاص أو مؤسسات المجتمع المدني أو الأفراد.

## أهداف الجائزة
- تعزيز قيم التسامح والتعايش المجتمعي والتلاحم الوطني في المجتمع.
- تحفيز مؤسسات القطاع الخاص على دعم البرامج التي تعزز قيم الجائزة.
- تشجيع الأفراد على الإبداع في تحقيق الأعمال التي تعزز قيم التسامح والتعايش والتلاحم الوطني.
- إبراز جهود المؤسسات الحكومية والمجتمع المدني في تعزيز القيم الوطنية.
- الإسهام في بناء مجتمع متسامح لوطن مزدهر.
- الإسهام في تحقيق أهداف رؤية السعودية 2030.[3]

## فروع الجائزة
1. المؤسسات الحكومية.
2. القطاع الخاص.
3. مؤسسات المجتمع المدني.
4. الأفراد.[4]

## تاريخ الجائزة

### الفائزون في الدورة الأولى 2021
| فرع المؤسسات الحكومية                                        | فرع القطاع الخاص                           | فرع مؤسسات المجتمع المدني                                                | فرع الأفراد                                                       |
| ------------------------------------------------------------ | ------------------------------------------ | ------------------------------------------------------------------------ | ----------------------------------------------------------------- |
| وزارة العدل عن برنامج "شمل "                                 | شركة الفوزان القابضة عن " جائزة مجسم وطن " | مؤسسة عبد العزيز بن طلال وسرى بنت سعود للتنمية الإنسانية مبادرة "أحياها" | جمعية المركز الخيري لتعليم القرآن وعلومه فرع الرياض "برنامج تعلم" |
| جامعة الملك عبد العزيز عن "معهد الأمير خالد الفيصل للاعتدال" |                                            |                                                                          |                                                                   |

### الفائزن في الدورة الثانية 2022
| فرع المؤسسات الحكومية                             | فرع القطاع الخاص                              | فرع مؤسسات المجتمع المدني                                                  | فرع الأفراد                              |
| ------------------------------------------------- | --------------------------------------------- | -------------------------------------------------------------------------- | ---------------------------------------- |
| هيئة الأشخاص ذوي الإعاقة عن مبادرة السبت البنفسجي | وقف محمد بن أحمد الرشيد عن مبادرة حياة محمدية | مؤسسة الوليد الخيرية                                                       | زكية سهل اللحياني عن مبادرة وطن التسامح. |
| أمانة العاصمة المقدسة عن مبادرة مواساة            | مؤسسة عبدالله العثيم وأولاده الخيرية          | برنامج تأهيل القيادات الشابة للتواصل العالمي عن مشروع سلام للتواصل الحضاري |                                          |

### الفائزون في الدورة الثالثة 2023
| فرع الجهات الحكومية                     | فرع القطاع الخاص                                                          | فرع مؤسسات المجتمع المدني                            | فرع الأفراد |
| --------------------------------------- | ------------------------------------------------------------------------- | ---------------------------------------------------- | --- |
| مبادرة (بوابة كبار المحسنين) منصة إحسان | مبادرة (المشاريع المستدامة للمسؤولية الاجتماعية) الشركة السعودية للكهرباء | مبادرة (ركن الحوار الأهلية) جمعية ركن الحوار الأهلية | مبادرة (هنا طلاب العالم.. التسامح يوحدنا) قدمتها المعلمات: نورا آل سرور، وأريج كاتب، وحنان الحربي، وزكية اللحياني. |